# Кенда
Ке́нда (нем. Könda), также мы́за Кы́нну (эст. Kõnnu mõis) — мыза на севере Эстонии в волости Харку уезда Харьюмаа. 
Согласно историческому административному делению, относилась к приходу Куусалу.

## История мызы
В XVI—XVII веках была скотоводческой мызой рыцарской мызы Кольк (Колга). В 1696 году получила статус рыцарской мызы. 
На военно-топографических картах Российской империи (1846–1863 годы), в состав которой входила Эстляндская губерния, мыза обозначена как мз. Кенда.  
До 1908 года Кенда принадлежала владельцам мызы Кольк — семье Стенбок, затем её за 700 тысяч рублей приобрела Элеонора Францевна Николаева (Eleonora Elwira Matilda Nikolajeva), в первом браке фон Врангель. В 1911 году собственником мызы стал Донской аграрный банк, в 1912 году — Крестьянский поземельный банк.

## Мызный комплекс
Главное здание мызы (господский особняк) разрушено. На его месте в 1920 годах была построена каменная школа, в процессе строительства которой могли использовать части главного здания. В настоящее время мыза находится в частном владении. Сохранились отдельные хозяйственные сооружения — некоторые перестроенные, а некоторые в |руинах. 